# Fernando Meira
Fernando Meira, właśc. Fernando José da Silva Freitas Meira (ur. 5 czerwca 1978 w Guimarães) – portugalski piłkarz, środkowy obrońca, rzadziej defensywny pomocnik.

## Kariera klubowa
Zawodową karierę zaczynał w Vitórii Guimarães, przez pewien czas był wypożyczony do drugoligowego FC Felgueiras. W 2000 przeszedł do Benfiki, a od stycznia 2002 był zawodnikiem niemieckiego Stuttgartu, w którym pełnił rolę kapitana. W 2007 został z VfB mistrzem Niemiec. Przed sezonem 2008/2009 trener Stuttgartu Armin Veh odebrał mu kapitańską opaskę na rzecz Thomasa Hitzlspergera. Od 19 lipca 2008 do lutego 2009 Meira był zawodnikiem Galatasaray SK, następnie grał w Zenicie Petersburg.

## Kariera reprezentacyjna
W reprezentacji debiutował 11 października 2000 w meczu z Holandią. Podczas MŚ 06 był – obok Ricardo Carvalho – podstawowym stoperem drużyny narodowej, zastąpił w tej roli kontuzjowanego Jorge Andrade. W kadrze zgromadził 46 występów (2 gole). Jako jeden z trzech starszych zawodników w zespole brał udział w IO 2004.